# Pitta reichenowi
La pitta pettoverde o pitta di Reichenow (Pitta reichenowi Madarász, 1901) è un uccello passeriforme della famiglia dei Pittidi.

## Descrizione

### Dimensioni
Misura una ventina di centimetri di lunghezza, coda compresa.

### Aspetto
Questi uccelli hanno un aspetto paffuto e massiccio, con ali e coda corte, forti zampe e testa e becco allungati: nel complesso, sia l'aspetto che la colorazione della pitta pettoverde sono molto simili all'affine pitta africana.

Fronte, vertice, nuca e guance sono di colore nero, mentre gola e lati del collo sono biancastri: è presente un marcato sopracciglio di colore giallo-arancio che si prolunga nella zona temporale fino alle spalle. Dorso e ali sono di colore verde erba (queste ultime con remiganti e copritrici dagli orli bianco-azzurrini), così come di colore verde si presenta il petto (caratteristica questa che frutta alla specie il nome comune e che la differenzia dalla già citata pitta africana, nella quale il petto è giallastro), sebbene di una tinta più chiara rispetto alla zona dorsale: la coda è nera con codione azzurro e sottocoda e ventre di colore rosso vinaccia. Il becco è nerastro, gli occhi sono bruni, le zampe sono di colore carnicino: il dimorfismo sessuale è appena accennato e non facilmente definibile, tuttavia la femmina presenta in generale colorazione leggermente più spenta rispetto al maschio.

## Biologia

### Comportamento
Si tratta di uccelli dalle abitudini diurne e solitarie, estremamente timidi e riservati: essi passano la maggior parte della giornata muovendosi con circospezione nel folto del sottobosco alla ricerca di cibo.

### Alimentazione
La dieta di questi uccelli è composta in massima parte da piccoli invertebrati, principalmente insetti, miriapodi, lombrichi e chiocciole: sebbene piuttosto di rado, questi uccelli si nutrono anche di bacche e piccoli frutti.

### Riproduzione
La stagione riproduttiva si protrae da maggio a settembre, con giovani esemplari prossimi al volo che possono essere osservati anche in novembre in alcune zone popolate dalla specie: si ritiene che la riproduzione della pitta pettoverde non differisca significativamente, per modalità e tempistica, da quella della congenere e affine pitta africana.

## Distribuzione e habitat
La pitta pettoverde è diffusa in Africa centrale, occupando un areale che, sebbene piuttosto frammentato, si estende dalla zona costiera del Camerun all'area di Jinja, in Uganda centrale.
L'habitat di questi uccelli è rappresentato dalle aree di foresta pluviale secondaria con presenza di un denso sottobosco dove rifugiarsi: sebbene si tratti di una specie diffusa in pianura e collina, in Uganda la pitta pettoverde è stata osservata fino a 1400 m di quota.

## Tassonomia
Si tratta di una specie monotipica.
La pitta pettoverde forma probabilmente una superspecie con l'affine pitta africana, con alcuni autori che vorrebbero anzi accorpare le due specie in base all'osservazione di alcuni esemplari dalle caratteristiche intermedie fra esse nelle regioni interne del Camerun meridionale.